# Carrer de Muntaner
El carrer de Muntaner és un carrer de Barcelona. Té una longitud aproximada de 4 kilòmetres i travessa els barris de Sarrià-Sant Gervasi i l'Eixample. És de sentit únic, amb direcció a la Ronda de Sant Antoni, on comença la seva numeració, que acaba a l'extrem del carrer que fa cruïlla amb el Passeig de la Bonanova. En tot el seu recorregut, disposa de carril bus.
Està dedicat a Ramon Muntaner de Sesfàbregues (Peralada, Alt Empordà, 1265 - Eivissa, Illes Balears, 1336), capità d'almogàvers i escriptor d'una de les quatre grans cròniques medievals catalanes (juntament amb Jaume I, Bernat Desclot i Pere el Cerimoniós).

## Història
El carrer el projectà Ildefons Cerdà, a mitjans del segle xix, en el Pla d'Eixample de Barcelona, però només fins a la Travessera de Gràcia. El 1884 l'Ajuntament de Sant Gervasi de Cassoles decidí allargar-lo fins a empalmar amb el carrer de Garriga, a l'altura del carrer d'Illas i Vidal, que ja existia i comptava amb edificis a tocar de la plaça de la Bonanova. Les obres van acabar el 1893, sufragades en part pels propietaris de les terres. El 1920 es va fer una nova alineació de la part del carrer de Garriga, que era més estreta i irregular que la resta del vial.

## Edificis destacats
| Nº  | Nom                                      | Any  | Arquitecte                               | Imatge |
| --- | ---------------------------------------- | ---- | ---------------------------------------- | ------ |
| 54  | Casa Ferran Guardiola                    | 1929 | Joan Francesc Guardiola Martínez         |        |
| 231 | Casa Parés de Plet                       | 1912 | Bonaventura Bassegoda i Amigó            |        |
| 263 | Casa Llorach (desapareguda)              | 1904 | Josep Puig i Cadafalch                   |        |
| 309 | Escola Nausica                           | 1923 | Ferran Tarragó i Nogué                   |        |
| 314 | Clínica Oftalmològica Barraquer          | 1941 | Joaquim Lloret i Homs i Salvador Capella |        |
| 315 | Casa Maria Assumpció Parellada i Santaló | 1916 | Enric Sagnier                            |        |
| 342 | Cases Josefa López                       | 1930 | Josep Lluís Sert i Sixt Illescas         |        |